# اونا لارنس
اونا لارنس (به انگلیسی: Oona Laurence) (زاده ۱ اوت ۲۰۰۲) بازیگر آمریکایی است.
از فیلم‌های معروف او می‌توان به فیلم کریسمس مادرهای بد ، اژدهای پیت و چپ دست اشاره کرد.